# Resolutie 641 Veiligheidsraad Verenigde Naties
Resolutie 641 van de Veiligheidsraad van de Verenigde Naties werd op 30 augustus 1989 aangenomen. Veertien leden van de Raad stemden voor de resolutie. De Verenigde Staten onthielden zich. De Veiligheidsraad riep Israël opnieuw op geen Palestijnen meer te deporteren uit de bezette gebieden.

## Achtergrond
Tijdens de Zesdaagse Oorlog bezette Israël verschillende stukken grondgebied van zijn tegenstanders, waarvan het een deel annexeerde. Rond de jaarwisseling van 1988 brak geweld uit in de Gazastrook en de Westelijke Jordaanoever. Israël greep in met harde maatregelen. Eén daarvan was deportatie naar Zuidelijk Libanon. Dergelijke straf is echter in strijd met de internationale wet en de Vierde Geneefse Conventie in het bijzonder.

## Inhoud
De Veiligheidsraad:
- Herinnert aan de resoluties 607, 608 en 636.
- Op de hoogte gebracht dat Israël op 29 juni weer vijf Palestijnen deporteerde.
- Erg bezorgd over de situatie in de bezette Palestijnse Gebieden.
- Herinnert aan de Vierde Geneefse Conventie; de artikelen °47 en °49 in het bijzonder.

1. Betreurt het verderzetten van de deportatie van Palestijnse burgers.
2. Roept Israël op de gedeporteerden te laten terugkeren en af te zien van verdere deportaties.
3. Bevestigt dat de Vierde Geneefse Conventie van toepassing is op de bezette gebieden.
4. Besluit de situatie op te volgen.

## Verwante resoluties
- Resolutie 636 Veiligheidsraad Verenigde Naties
- Resolutie 639 Veiligheidsraad Verenigde Naties
- Resolutie 645 Veiligheidsraad Verenigde Naties
- Resolutie 648 Veiligheidsraad Verenigde Naties (1990)

Lijst ·  627 ·  628 ·  629 ·  630 ·  631 ·  632 ·  633 ·  634 ·  635 ·  636 ·  637 ·  638 ·  639 ·  640 ·  641 ·  642 ·  643 ·  644 ·  645 ·  646